# Sceriffo Fox
Lo Sceriffo Fox è un personaggio immaginario antropomorfo dei fumetti ideato nel 1948 dal disegnatore Giorgio Rebuffi, autore di numerosi altri personaggi.

## Descrizione del personaggio
Il personaggio è raffigurato come un corvo bonario nero ed allampanato caratterizzato da un grosso becco. Gira vestito da sceriffo, con cappello da cow boy, stivali con speroni, stella appuntata sul gilet, guanti e revolver, e si muove in un immaginario far west popolato da altri animali antropomorfi fra cui Conny, un coniglio che funge da aiutante e che diventa nel tempo una sorta di co-protagonista in grado di sbrogliare un gran numero di brutte situazioni, e Baffos, un gatto che impersona il ruolo del cattivo un po' imbranato.

## Storia editoriale
Le storie del personaggio debuttarono sul n° 6 di Cucciolo d'estate – Gaie Fantasie, edito dalle Edizioni Alpe, la stessa casa editrice che già pubblicava le avventure di Cucciolo e Beppe e Tiramolla. e, fino al 1971, sono state pubblicate su diverse pubblicazioni della Edizioni Alpe:
- dal 1948 al 1951 e dal 1952 al 1953 su Gaie Fantasie
- dal 1952 al 1959 sul mensile Cucciolo
- dal 1953 al 1954 anche su Tiramolla
- dal 1956 al 1971 su Storie e Fiabe

Il personaggio fu pubblicato nuovamente nel rinato Tiramolla della Fratelli Vallardi dal 1990 al 1993. Alcune di queste storie sono state poi pubblicate nuovamente fra il 1997 e il 2003 su due volumi monografici della Vittorio Pavesio Productions.
A Rebuffi si sono alternati nel tempo, nella realizzazione delle vignette dello Sceriffo Fox altri autori, fra cui Carlo Chendi (anch'egli della scuola rapallese del fumetto) ai testi e Tiberio Colantuoni e Giancarlo Agnello ai disegni.
Le avventure dello Sceriffo Fox sono state pubblicate anche sul mercato francese con il titolo di Fox le schériff, Lapinos et Baffos.